# Vollkommener Markt

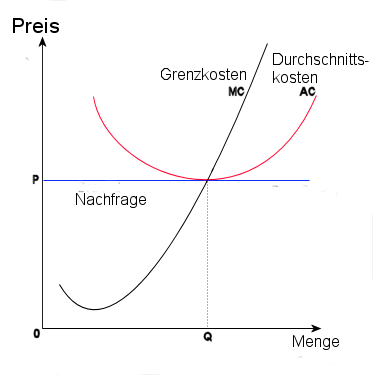
Situation bei vollständiger Konkurrenz: ein Polypol auf einem vollkommenen Markt.

Der vollkommene Markt ist in der Volkswirtschaftslehre ein theoretisches Modell eines homogenen Marktes.

## Allgemeines
Zur Untersuchung und zum Verständnis komplexer Zusammenhänge (beispielsweise der Preisbildung) wird oft mit diesem vereinfachenden Modell gearbeitet. In diesem Modell gibt es nur den homo oeconomicus. Zur Bildung dieses Modells werden die beeinflussenden Faktoren bewusst eingeschränkt, so dass viele Einflussfaktoren – entgegen der wirtschaftlichen Realität – als eliminierbare Größen das Modell nicht beeinflussen. Der vollkommene Markt ist ein Theoriengebilde, das in dieser reinen Form in der Wirklichkeit nicht anzutreffen ist.

## Definition
Der vollkommene Markt bezeichnet im Rahmen des Rationalverhaltens und der Nutzenmaximierung einen fiktiven Markt, der folgende Merkmale aufweist:
- zwischen Anbietern und Nachfragern bestehen auf den folgenden Ebenen keine Präferenzen:
  - persönlich (etwa durch Werbung),
  - zeitlich (Ladenöffnungszeiten, Liefer- und Reisezeiten),
  - sachlich (unterschiedliche Lieferqualität),
  - räumlich (Standortvorteile, Punktmarkt).[1][2]
- Vollkommene Markttransparenz,[1][3]
- Homogenität (genormte Qualität/Gleichheit) der Güter[4],
- sofortige Reaktion aller Marktteilnehmer auf Änderungen der Marktdaten (unendliche Anpassungsgeschwindigkeit).
- Es muss die Zielsetzung der Gewinnmaximierung befolgt werden.

Treffen eine oder mehrere dieser Prämissen auf den Markt nicht zu, so spricht man von einem unvollkommenen Markt.
Häufig wird zur Untersuchung eines Vorganges ein vollkommener Markt angenommen und nur einer der Punkte (Ceteris-paribus-Klausel) wird verändert, so dass die Auswirkungen auf die Marktgegebenheiten eindeutig zuzuordnen sind und Referenzmodelle gewonnen werden können.

## Vollkommener Kapitalmarkt
Ein wichtiger Vertreter aus der neoklassischen Finanzierungstheorie ist der vollkommene Kapitalmarkt. Der vollkommene Kapitalmarkt ist eine der grundlegenden Annahmen für viele in den Finanzierungstheorien wichtige Modelle wie beispielsweise das Capital Asset Pricing Model, die Arbitrage Pricing Theory und das Modigliani-Miller-Theorem. Er basiert auf weiteren marktspezifischen Annahmen:
- identische Soll- und Habenzinssätze,
- keine Transaktionskosten, Finanzierungslimits oder Steuern,
- Investitionsentscheidungen haben keine Auswirkungen auf andere Marktteilnehmer (keine externen Effekte).

## Preisbildung auf dem vollkommenen Markt
Auf einem vollkommenen Markt gibt es keine Arbitragemöglichkeiten, so dass Angebot und Nachfrage in einem gemeinsamen Punkt, dem Marktgleichgewicht, aufeinandertreffen. Der Gleichgewichtspreis ist gleich den Grenzkosten. Die Anbieter auf dem vollkommenen Markt erzielen keine Gewinne. Es gibt nur einen Preis, zu dem die Nachfrage gleich dem Angebot ist und der Markt geräumt wird (Markträumung). Anbieter können keinen höheren Preis als den Gleichgewichtspreis durchsetzen, weil sie aufgrund der Markttransparenz keine Abnehmer finden werden. Nachfrager, die weniger als den Gleichgewichtspreis bezahlen wollen, werden keine Anbieter am Markt finden. Diese Erkenntnis wurde erstmals von William Stanley Jevons als Gesetz von der Unterschiedslosigkeit der Preise formuliert. Empirisch erfolgt die Preisbildung umso schneller, je weniger der beobachtete real existierende Markt vom idealtypischen Modell des vollkommenen Marktes abweicht.

## Bewertung
In der Realität ist diese Marktform nicht anzutreffen und wird auch nicht als anzustrebendes Ideal postuliert. Der Aktienmarkt und Rentenmarkt an der Börse und der Devisenmarkt gelten als Märkte, die dem vollkommenen Markt am nächsten kommen. Der Immobilienmarkt ist dagegen ein Markt, der eine sehr hohe Unvollkommenheit aufweist.